# Estrela Polar

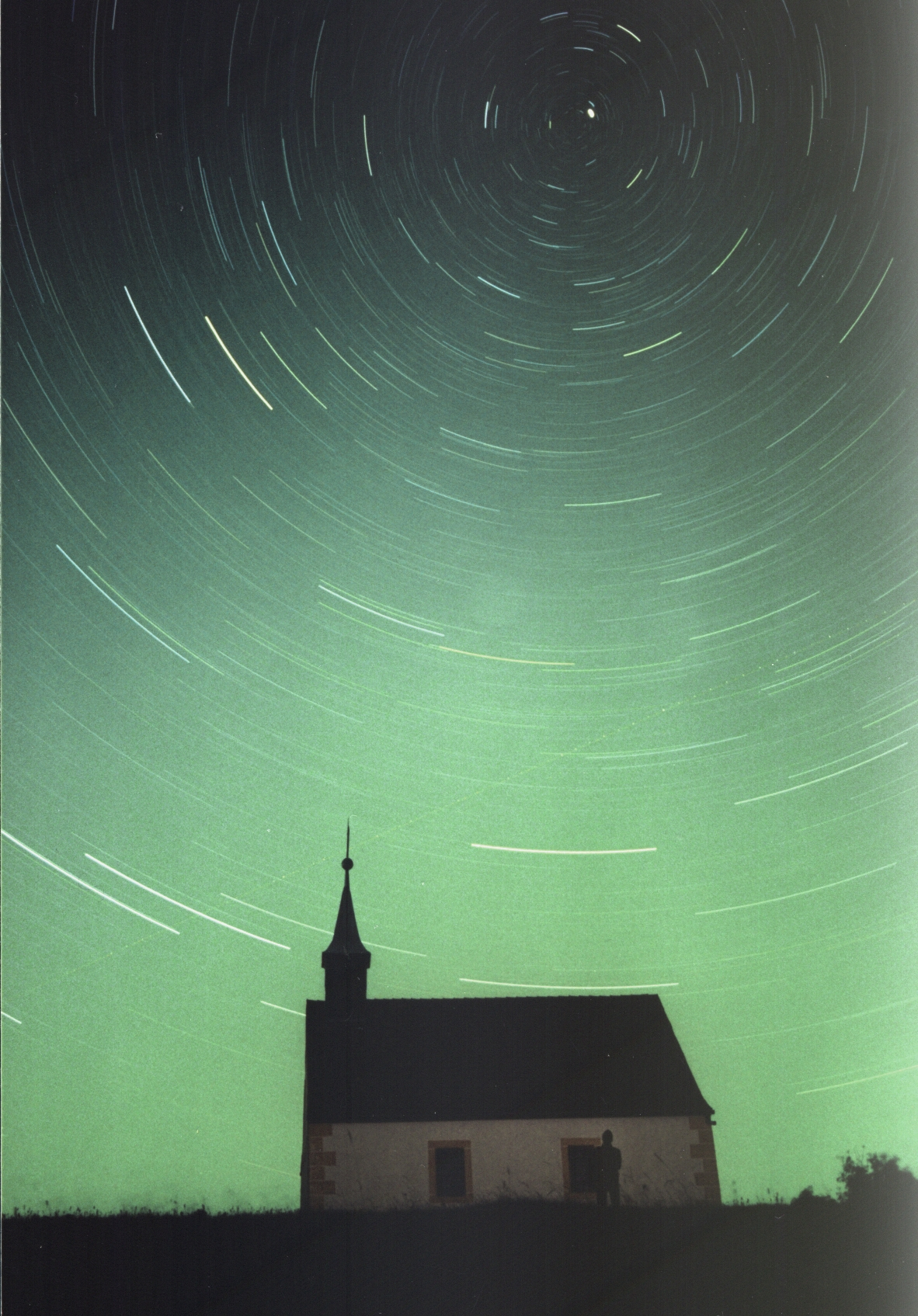
Uma foto de exposição de 45 minutos de estrelas ao redor de Polaris, tirada em Ehrenburg (Franconia, Alemanha), 8 de setembro de 2001.

Em astronomia, estrela polar refere-se à estrela que está parcialmente ou completamente alinhada com o eixo de rotação de algum objeto astronômico, tanto como no polo sul quanto no polo norte do corpo celeste. No planeta Terra, a categoria pode incluir uma série de estrelas de magnitude moderada, que, devido à precessão do equinócio, periodicamente se intercalam nesse ponto e que, por apresentarem-se relativamente fixas no correr dos anos, são geralmente utilizadas como referencial na orientação sobre a superfície terrestre. Nesse sentido, em relação à Terra, estrela polar pode se referir tanto à Estrela do Norte (Polaris) como à Estrela do Sul, embora a expressão seja usualmente utilizada para referir-se à Polaris, a estrela mais brilhante da constelação da Ursa Menor, que é atualmente a única estrela brilhante que é bastante próxima a um desses pontos.